# Synchiropus ocellatus
Synchiropus ocellatus (Pallas, 1770) è un pesce d'acqua salata appartenente alla famiglia Callionymidae.

## Distribuzione e habitat
Questa specie è diffusa nell'oceano Pacifico, dal Giappone alle Isole Marchesi. 

Abita lagune, pozze salate e barriere coralline, raggruppandosi in piccoli banchi.

## Descrizione

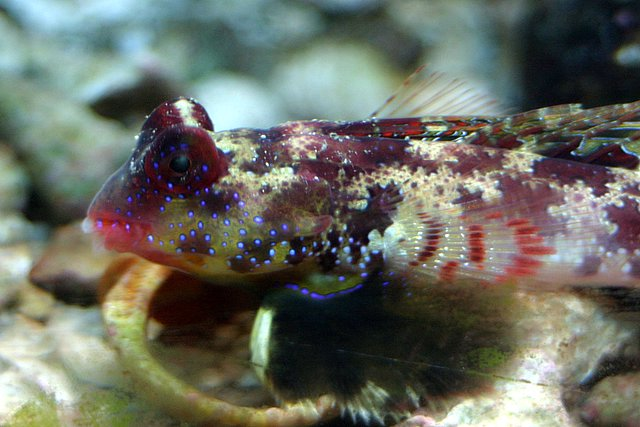
Particolare della testa

Il corpo è allungato, cilindrico, con testa arrotondata e occhi sporgenti. Sul dorso sono presenti due pinne dorsali, la prima retta da solo 4 lunghi raggi, la seconda da 8. La coda, le pinne ventrali e le pettorali sono arrotondate. La livrea è molto colorata: il corpo è screziato di rosa, bianco e granata, mentre la testa è granata con bocca rossastra, puntinata di blu acceso. La prima pinna dorsale è striata irregolarmente di rosso, bianco, beige e oro, con 4 ocelli azzurri. La seconda presenta le medesime striature ma senza il rosso. Ventrali e anale sono scure, pinna caudale e pettorali sono trasparenti con raggi rosa e granata. 

Raggiunge una lunghezza di 8 cm.

## Biologia

### Comportamento
I maschi sono territoriali, diventando aggressivi tra loro per il predominio sul territorio.

### Alimentazione
Si nutre di piccoli crostacei ed invertebrati, che cerca tra le rocce.

## Acquariofilia
È commercializzato per l'acquario di barriera.